# Hymenocallis graminifolia
Hymenocallis graminifolia är en amaryllisväxtart som beskrevs av Jesse More Greenman. Hymenocallis graminifolia ingår i släktet Hymenocallis och familjen amaryllisväxter. Inga underarter finns listade i Catalogue of Life.